# Anastasia Maksimova
Anastasia Ivanovna Maksimova (Russisch: Анастасия Ивановна Максимова) (Petrozavodsk, 27 juni 1991) is een Russisch gymnaste.
Op de Olympische Zomerspelen 2016 in Rio de Janeiro behaalde ze met het Russische team goud bij de ritmische gymnastiek landenwedstrijd.

## Resultaten

### Olympische Zomerspelen
| Jaar | Plaats         | Resultaten                           |
| ---- | -------------- | ------------------------------------ |
| 2016 | Rio de Janeiro | ritmische gymnastiek landenwedstrijd |

### Wereldkampioenschappen ritmische gymnastiek
| Jaar | Plaats    | Resultaten                                                                          |
| ---- | --------- | ----------------------------------------------------------------------------------- |
| 2009 | Ise       | landenwedstrijd 5 hoepels · landenwedstrijd 3 knotsen + 2 hoepels · landenwedstrijd |
| 2013 | Kiev      | landenwedstrijd 3 knotsen + 2 hoepels · landenwedstrijd                             |
| 2014 | Izmir     | landenwedstrijd 3 knotsen + 2 hoepels                                               |
| 2015 | Stuttgart | landenwedstrijd · landenwedstrijd 6 knotsen + 2 hoepels                             |
| 2019 | Bakoe     | landenwedstrijd · landenwedstrijd 3 hoepels + 4 knotsen · landenwedstrijd 5 ballen  |

1996: Baldó, Cabanillas, Giménez, Guréndez, Lamarca, Martínez ·
2000: Belova, Lavrova, Netejesova, Sjimanskaja, Tsjalamova, Zilber ·
2004: Beloegina, Glatskich, Koerbakova, Lavrova, Moerzina, Posevina ·
2008: Alijtsjoek, Gavrilenko, Gorboenova, Posevina, Sjkoerichina, Zoejeva ·
2012: Bliznjoek, Donskova, Doedkina, Makarenko, Nazarenko, Svastjanova ·
2016: Birjoekova, Bliznjoek, Maksimova, Tatareva, Tolkatsjova ·
2020: Dyankova, Kiryakova, Radukanova, Traets, Zafirova ·
2024: Guo, Hao, Huang, Wang, Ding